# Czyr
Czyr, sieja ostronosa, szczokur (Coregonus nasus) – gatunek ryby z rodziny łososiowatych (Salmonidae).

## Występowanie
Występuje w dolnych biegach rzek i jeziorach od Syberii po zlewiska Morza Białego, Bałtyku w dużych jeziorach Szwecji oraz w jeziorach w Alpach. Rzadko spotykany w wodach słonych.

## Opis
Ma małą stożkową głowę. Jest srebrny, a grzbiet ma jasnozielony, podobny do koloru oliwkowego. Dorasta do 61 cm długości standardowej i masy ciała 16 kg.

## Odżywianie
Żywi się bezkręgowcami dennymi, takimi jak skąposzczety, larwy owadów i mięczaki.